# Diopsiulus camerunensis
Diopsiulus camerunensis är en mångfotingart som beskrevs av Filippo Silvestri 1916. Diopsiulus camerunensis ingår i släktet Diopsiulus och familjen Stemmiulidae. Inga underarter finns listade i Catalogue of Life.